# Moregem
Moregem is een dorp in de Belgische provincie Oost-Vlaanderen en een deelgemeente van Wortegem-Petegem, het was een zelfstandige gemeente tot aan de gemeentelijke herindeling van 1971.

## Geschiedenis
De geschiedenis van Moregem gaat terug tot in 965. Het werd voor het eerst vermeld onder de naam "Moringehim"(1003). De schrijfwijze veranderde vaak:
Moringem (1038), Morenghene (1182, 1205), Morenghem (1330), Mooreghem (1735), Mooregem (omstreeks 1800). Uiteindelijk veranderde de naam in de huidige naam, Moregem. Moregem is een oude inga-haim-naam, afgeleid van het Germaanse Mauringa haim 'woning van de lieden van Mauro'. Het gaat dus om een vroegere Frankische nederzetting.
In de 16e en 18e eeuw was er een sterke bevolkingstoename door de huisindustrie in lijnwaad. Tegen 1600 daalde de bevolking dan weer tot een derde van de oorspronkelijke bevolking. Er woonden toen zo een 312 inwoners. Daarna steeg het inwonersaantal weer geleidelijk. Toch daalde het inwonersaantal in het midden van de 19e eeuw terug door de plattelandscrisis; deze daling werd wel afgeremd door het uitbaten van de kleilagen voor de plaatselijke steenbakkerij (de fabrieksstraat). Eens ook deze industrie stopte was er van 1864 tot 1910 een bevolkingsdaling van 57 inwoners.
Tijdens de Eerste Wereldoorlog rukte de 91ste divisie A.E.F. vanuit Waregem door de Spitaalsbossen op naar Wortegem en zo naar Moregem. Zij bereikte op 1 november 1918 Oudenaarde. Moregem heeft zwaar geleden onder de Slag aan de Schelde. De kerk, het orgel met orgelkast in mooi snijwerk en twee kostbare beelden in houtsnijwerk werden vernield. In het gemeentehuis werden waardevolle oude archieven van gemeente en schuttersgilde vernietigd.
Twee maal is er geprobeerd om te fuseren met Oudenaarde, maar ondanks dat de bevolking hiermee instemde is deze fusie nooit tot stand gekomen. Uiteindelijk is Moregem in 1970 gefusioneerd met Wortegem-Petegem. Deze dagen heeft Moregem vooral een woonfunctie. Het dorp is geklasseerd.

## Demografische ontwikkeling
- Bronnen:NIS, Opm:1831 tot en met 1970=volkstellingen; 1976 = inwoneraantal op 31 december

## Bezienswaardigheden

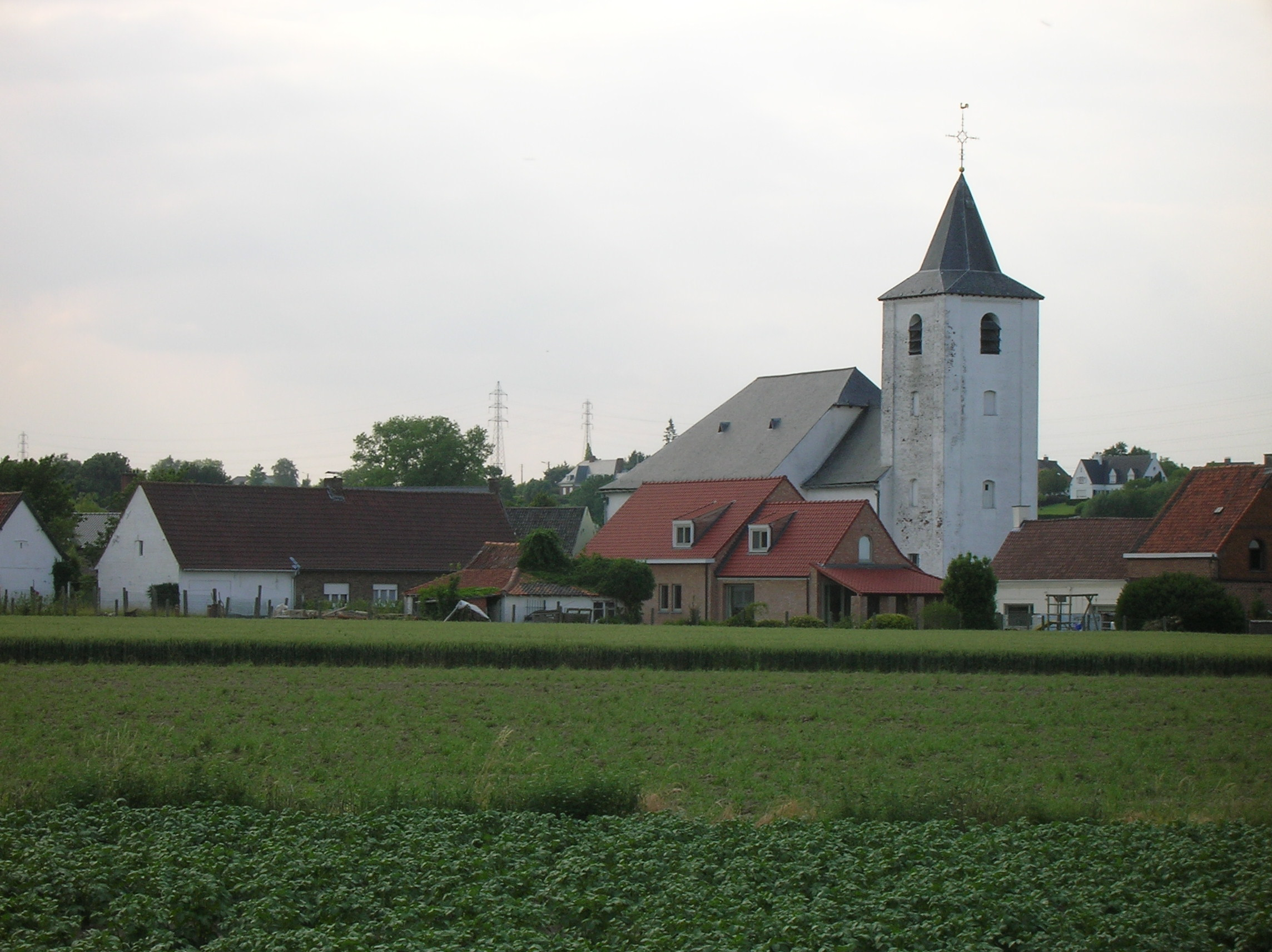
Sint-Pietersstoel kerk

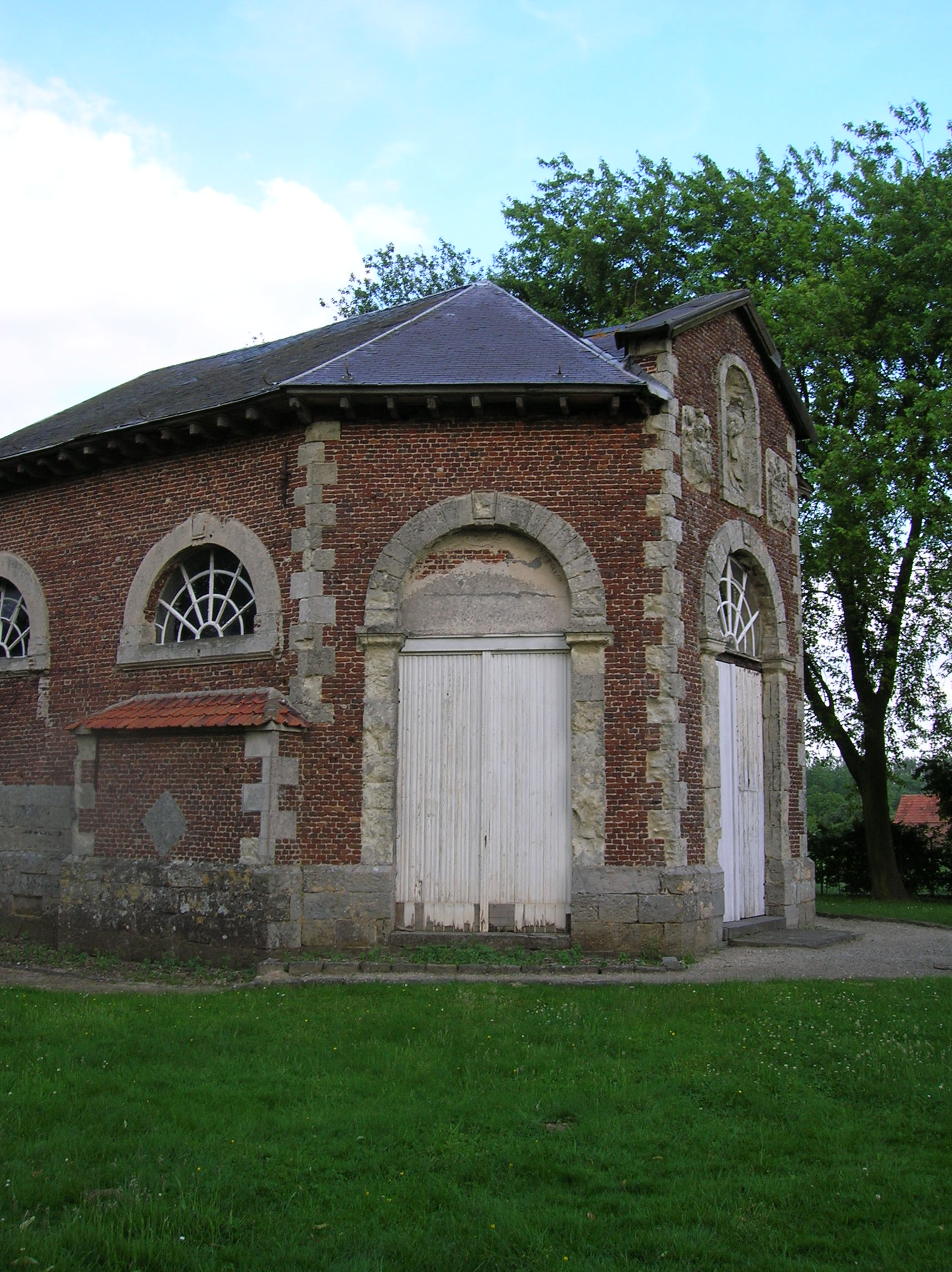
Kapel Onze-Lieve-Vrouw-ten-Doorn

- Het witte kerkje Parochiekerk Sint-Pietersstoel, oorsprong van voor 1400, laatst herbouwd in 1663 en het gerestaureerde plein zijn als monument en landschap beschermd. In de kerk bevindt zich een 19de-eeuws orgel, gebouwd door orgelbouwer François-Bernard Loret.
- De huidige kapel "Kapel Onze-Lieve-Vrouw-ten-Doorn" werd in 1805 opgetrokken. Deze bidplaats hoorde vroeger bij het kasteel. Ze groeide in de 18e eeuw uit tot een belangrijk bedevaartsoord tegen de koorts. Het eerste klein kapelletje lag meer naar het oosten en was in een jachtwachtershuisje ingebouwd. In 1663 werd door de toenmalige heer van Moregem, Adriaan van Spiere, de zogenaamde "kapel van Onze-Lieve-vrouw ten Doorn" gebouwd. Ze werd echter vernield in 1790. Ter vervanging werd in 1805 de huidige kapel in neoklassieke stijl opgericht door de kasteelheer Eugène van Hoobrouck. Hij deed dit uit dankbaarheid voor de genezing van zijn dochtertje, Virginia van Hoobrouck. Eertijds was de kapel met doornbomen en door een lange beukendreef met het kasteel verbonden. Tot in 1946 werden hier kinderziekten "afgeknoopt". Lintjes, strikjes of delen van een kledingstuk van een ziek kindje werden aan de takken van de meidoornen vastgemaakt om genezing te bekomen. Het beeld van Maria werd in 1809 getooid met zilveren kronen en scepter. De jaarlijkse noveen (eerste zaterdag van juli tot en met de tweede zondag daarop) met volle aflaat is door Paus Pius VIII verleend. Deze wordt nog steeds bijgewoond door vele bedevaarders. Binnenin de kapel : grafsteen, mammoetribbe, obiits en schilderijen. De kapel is geklasseerd en er is een restauratiedossier lopende.
- Het Kasteel van Moregem is vervallen en aan restauratie toe. Het heeft een heel oude geschiedenis en is een topografische landmark.
- Het dorp biedt een landschappelijk uitzicht over de Vlaamse Ardennen.
- Op het terrein van de oude pastorij bevindt zich een geklasseerde tiendenschuur. De pastorij, een groot gebouw met domein, bijgebouw, tiendenschuur, bos, twee vijvers, een boomgaard en tuin was wel wat ruim voor één pastoor. De tiendenschuur was nog in gebruik (les dimes) onder keizer Jozef II tot de Franse Revolutie (1794).
- Op de grens met Oudenaarde bevinden zich de restanten van een openlucht vierschaar. Dit vormt een unicum in de Belgische rechtsarcheologie. Een pilaster met verweerde versierselen, leeuwenkoppen wapenschild van de vierschaar (uit de jaren 1600 of vroeger). De vierschaar is een geklasseerd monumentje van 4 ca. (volgens het kadaster). Er is geen keldering. Het is eigendom van de kinderen van baron Kervyn de Volkaersbeke van Gent. Het is een overblijfsel van de feodale rechtbank in open lucht die afhing van de verdwenen heerlijkheid Volkaersbeke te Moregem. De laatste rechtszitting waarop de goederen verdeeld werden van Petrus Van Parijs (1705-1762) ging door op 3/2/1770. Deze goederen kwamen grotendeels toe aan Petrus Franciscus Lateur-Johanna Van Parijs: de 5de generatie in de voorouders van Stijn Streuvels (Frank Lateur). Een kopie van deze vierschaar staat sinds 1963 in het openluchtmuseum van Bokrijk bij Hasselt.
- Sinds 1 november 1918 tijdens de Slag aan de Schelde door de Duitse bombardementen met de dikke Bertha moest de kerk het zonder orgel stellen. Pastoor Johan Van der Schueren vond in 2002 in Kalfort bij Puurs een historisch Loret-Vermeersch-orgel. Orgelbouwer en restaurateur Jean Bruggeman uit Kortrijk restaureerde het negentiende-eeuwse orgel. Op 18 september 2005 werd het gerestaureerde en tweedehandse orgel door de Gentse bisschop Luc Van Looy ingezegend. Edward De Geest, organist van de Sint-Baafskathedraal van Gent, speelde het orgel in.

## Isselmoregem

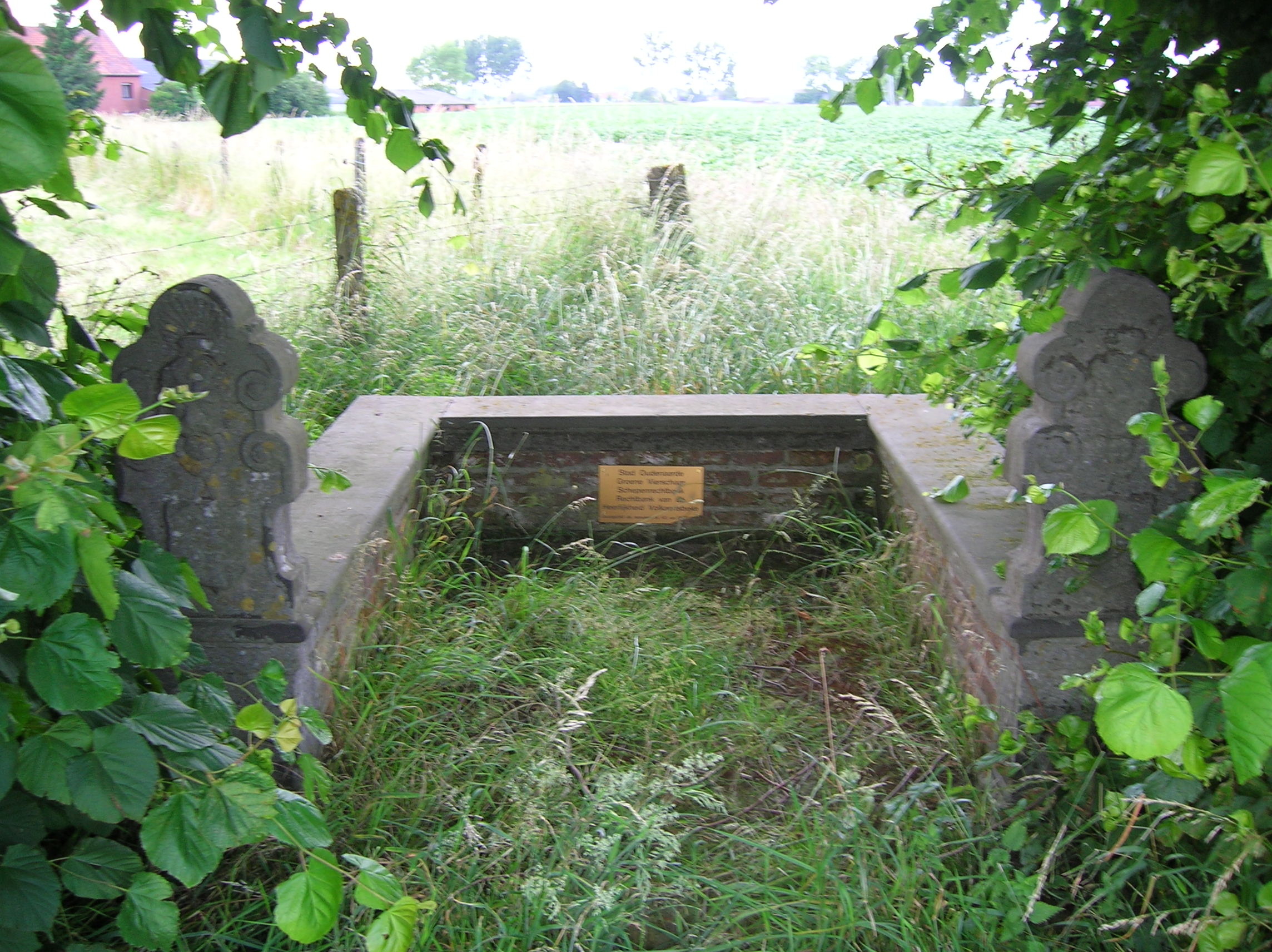
Middeleeuwse rechtbank: vierschaar

In het ancien régime maakte het dorp Isselmoregem bestuurlijk en fiscaal deel uit van de kasselrij van Oudenaarde. De heerlijkheid Isselmoregem was een van de 32 achterlenen van het Leenhof van de heerlijkheid Zwevezele. De jurisdictie van de Schepenbank en het leenhof strekte zich uit over de gronden gelegen te Moregem, Ooike, Wortegem, Zingem, Bevere en Petegem. In 1675 kreeg Isselmoregem de status van baronie.

## Natuur en landschap
Moregem ligt in Zandlemig Vlaanderen, de hoogte bedraagt 14-45 meter. De Molenbeek loopt in oostelijke richting ten noorden van Moregem, naar de Schelde.

## Politiek
Moregem had een eigen gemeentebestuur en burgemeester tot de fusie van 1971.

### Oud-burgemeesters
- 1500? : Karel van Spiere
- 1558 : Jeroom Adornes
- 1669 : Adriaan Baillet
- 1691 : Jan van der Kindert
- Eugène Van Hoobrouck (†1856)
- Charles-Marie de Croeser de Berges (†1875)
- Paul Van Caloen de Basseghem (†1920)
- ?-1940: Raymond Schepens
- 1941-1944 : Maxime Van de Meulebroucke (oorlogsburgemeester)
- 1945-1951 : Raymond Schepens
- Aimé vanden Hende (dienstdoende)
- 1952-1964 : Dion Martin
- 1964-1970 : Romain De Stoop

## Kasteelheren van Moregem
- Oudst bekende : het geslacht van Heurne (leenroerig tijdvak)
- Familie van Spiere: 16de -17de eeuw.
- Adriaan van Spiere, +1650, bouwde een versterkte burcht.
- Familie d’Ennetières: begin 18de eeuw.
- Jaspard d’Ennetières was baron van Moregem van 1750 tot 1760. Hij huwde Petronella Van Spiere.
- Baron Eugène van Hoobrouck de Mooreghem (1756-1843), laatste baron van Moregem en heer van Axelwalle, Asper en Zingem, thesaurier-generaal van de stad Gent (ancien régime), gedeputeerde van de Staten van Vlaanderen (Brabantse Omwenteling), lid van de Algemene raad van het departement van de Leie (Franse tijd), lid van de Ridderschap van Oost-Vlaanderen (Verenigd Koninkrijk), lid van het Nationaal Congres en senator (Belgisch Koninkrijk). Bouwde in 1792 een kasteel in Moregem.
- Baron Eugène Van Hoobrouck de Mooreghem (1791-1856), senator, getrouwd met Anne de Schietere (1791-1860)
- Baron Charles Marie de Croeser de Berges (1806-1875), getrouwd met Hélène-Caroline Van Hoobrouck de Mooreghem (1817-1885).
- Baron Paul Van Caloen de Basseghem (1843-1920), getrouwd in 1865 in Moregem met Irma de Nève de Roden (1839-1914), de jonge weduwe van Edouard-Eugène de Croeser (1839-1862).
- Baron Albéric Ruzette (1866-1929), Belgisch minister, gouverneur van West-Vlaanderen, getrouwd met Berthe van Caloen de Basseghem (1869-1952).

## Verbroedering
Het dorp verbroederde met de Franse gemeente Moringhem.

## Bekende inwoners
- Eugène van Hoobrouck de Mooreghem, zie hierboven.
- Paul van Caloen de Basseghem, zie hierboven.
- Albéric Ruzette, zie hierboven.
- Constant van Hoobrouck d'Aspre (1751-1809), generaal in Oostenrijkse dienst bij Jozef II gesneuveld in de slag van Wagram (1809) tegen Napoleon.
- Stijn Streuvels kwam veel in dit dorp.

## Archief
- Het archief van Moregem bevindt zich in het Stadsarchief van Oudenaarde.
- Het archief van de schuttersmaatschappij "Sint-Sebastiaan" Moregem 1716-1993 werd overgedragen op 23 oktober 2006 aan het stadsarchief Oudenaarde. Inventaris; zie Handelingen van de Geschied- en Oudheidkundige kring Deel XLV Oudenaarde 2008 Pa 73.

## Nabijgelegen kernen
Bevere, Petegem-aan-de-Schelde, Ooike, Wortegem, Elsegem